# Monsieur und Madame Manet

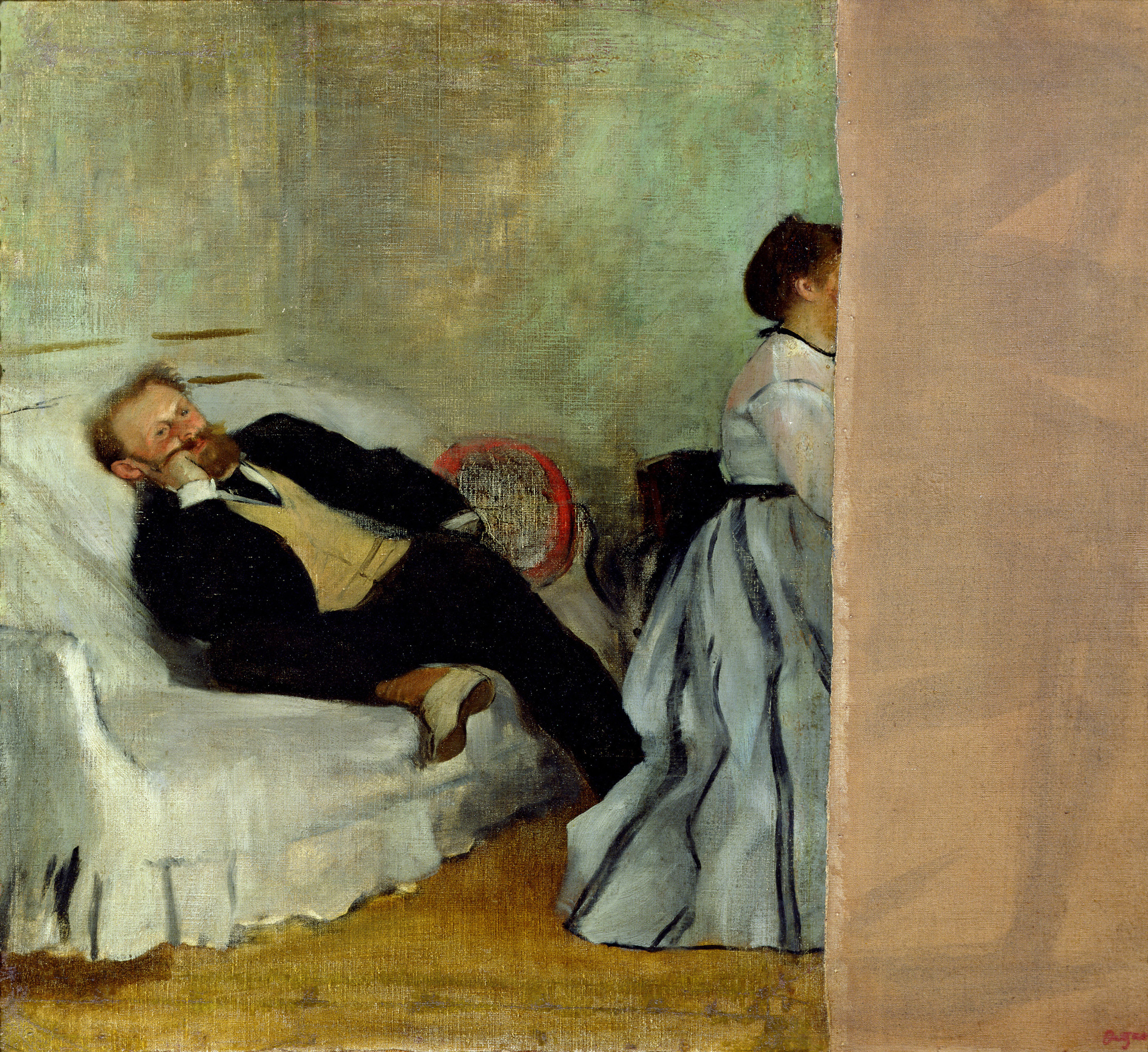
Monsieur und Madame Manet
Edgar Degas, um 1868
65 × 71 cm
Öl auf Leinwand
Kitakyūshū Municipal Museum of Art, Kitakyūshū

Monsieur und Madame Manet ist der Titel eines um 1868 entstandenen Gemäldes des französischen Malers Edgar Degas. Das 65 × 71 cm große, in Öl auf Leinwand gemalte Bild gehört zur Sammlung des Kitakyūshū Municipal Museum of Art in der japanischen Stadt Kitakyūshū. Dargestellt ist der mit Degas befreundete Maler Édouard Manet, der es sich auf einem Sofa bequem gemacht hat, während seine Frau Suzanne neben ihm am Klavier sitzt. Manet hat den rechten Streifen des Gemäldes abgeschnitten, da er mit der Ausführung des Gesichtes seiner Frau unzufrieden war. An dieser Stelle befindet sich heute ein Stück unbemalte Leinwand.

## Bildbeschreibung
Im Gemälde Monsieur und Madame Manet ist der Maler Édouard Manet porträtiert, wie er seiner Frau Suzanne beim Klavierspiel zuzuhören scheint. Auffällig ist der breite Streifen unbemalte Leinwand auf der rechten Seite. Hier hatte Degas ursprünglich das Gesicht von Suzanne Manet und ihre Hände auf der Tastatur dargestellt. Dieses Stück Leinwand wurde von Manet abgeschnitten und ist nicht mehr erhalten. Mehrere Jahrzehnte später fügte Degas an das Gemälde ein Stück grundierte Leinwand an, um diesen Bereich erneut zu malen, was aber nie erfolgte.
Édouard Manet sitzt auf einem Sofa, das in der linken Bildhälfte an einer Seitenwand steht. Das mit Armlehnen versehene Möbelstück ist mit einer weißen Husse überzogen. Manet hat eine bequeme Haltung eingenommen. Während das linke Bein zum Fußboden ausgestreckt ist, steckt die linke Hand in der Hosentasche. Das rechte Bein liegt angewinkelt auf der Sitzfläche und der rechte Fuß hängt vor dem Sofa in der Luft. Auffällig ist der in den Raum reichende rechte Schuh mit heller Gamasche. Manet trägt einen dunklen Anzug, darunter eine ockerfarbene Weste, ein weißes Hemd und eine dunkle Krawatte. Mit zur Seite geneigtem Oberkörper stützt er den an das Rückenpolster gelehnten Kopf auf die rechte Hand, während der rechte Ellenbogen den Oberschenkel berührt. Manets Gesicht hat einen rosigen Teint. Markant sind sein rotbrauner Vollbart und das über dem rechten Ohr und der freien Stirn gelockte braune Haar.
Auf der rechten Seite ist die aufrecht sitzende Suzanne Manet platziert. Sie trägt ein weißes Kleid, das im unteren Bereich mit schmale vertikalen schwarzen Streifen verziert ist. Ihr braunes Haar ist am Hinterkopf hochgesteckt, sodass ihr rechtes Ohr sichtbar ist. Durch die Beschneidung des Bildes fehlt das Gesicht und die im Ansatz erkennbaren nach vorn gestreckten Arme. Auch wenn das Klavier und die auf der Tastatur befindlichen Hände im Bild fehlen, kann die Haltung von Suzanne Manet den Eindruck einer Pianistin vermitteln.

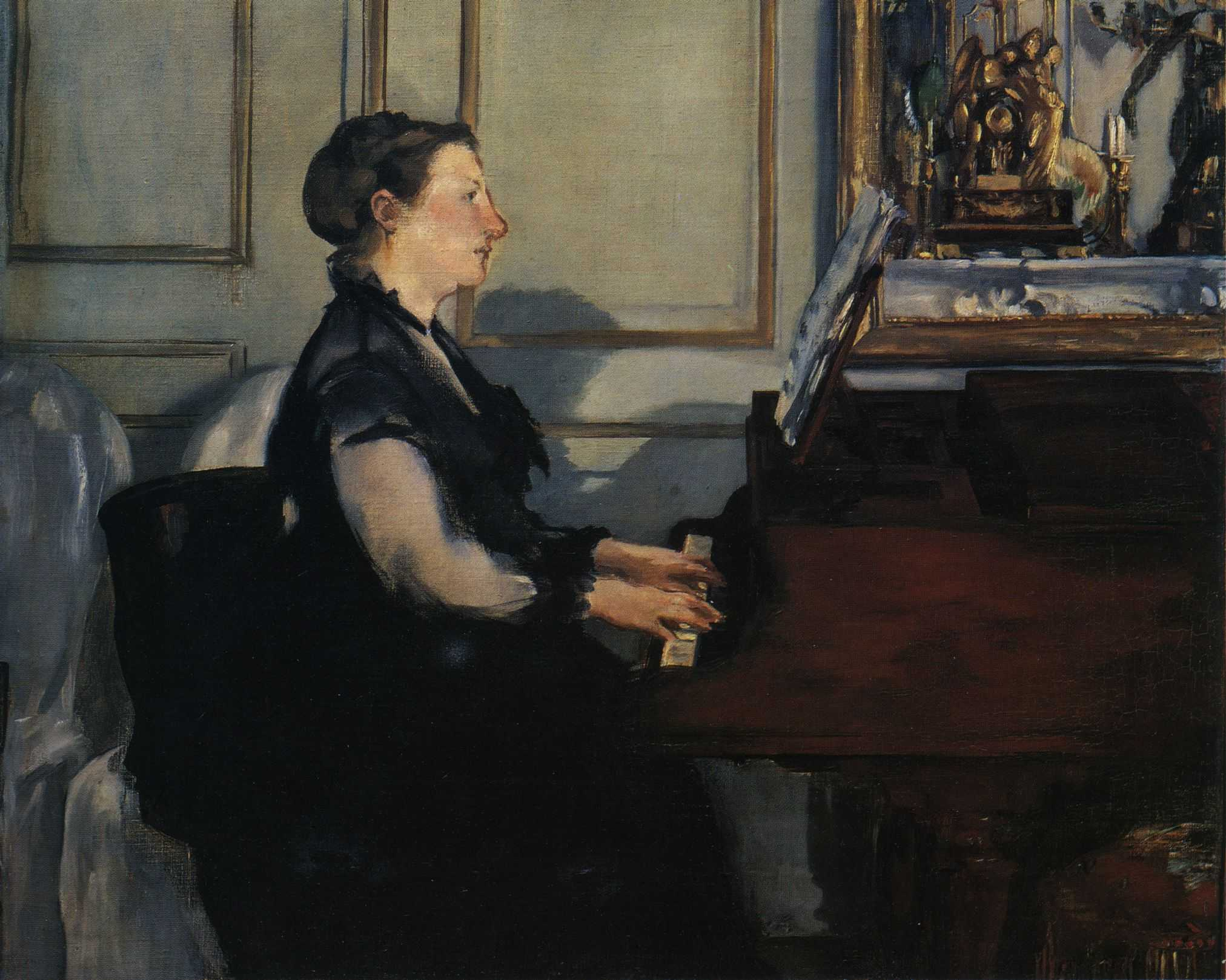
Édouard Manet: Madame Manet am Klavier, um 1868

Degas zeigt das Ehepaar Manet in der Ecke eines nur spärlich möblierten Raumes. Neben dem Stuhl, auf dem Madame Manet sitzt und von dem nur die dunkle Rückenlehne zu sehen ist, gibt es das Sofa, auf dem Édouard Manet Platz genommen hat. Hinter ihm liegt ein rundes Kissen mit einem roten Rand und einer Stickerei oder einer Tapisserie. Die beiden Wände sind skizzenhaft in einem changierenden Farbauftrag ausgeführt, der von Brauntönen bis Türkis reicht. Lediglich zwei Goldleisten deuten eine Wandvertäfelung an, im Vordergrund gibt es einen hellen Fußboden. Aufgrund dieser wenigen Details und durch Vergleiche mit Gemälde Manets, etwa Madame Manet am Klavier (Musée d’Orsay, Paris), konnte die räumliche Situation als Zimmer in der Wohnung der Manets in der Rue de Saint-Petersbourg Nr. 49 identifiziert werden, die das Paar im Herbst 1866 bezogen hatte.
Manet ist im Gemälde Monsieur und Madame Manet nicht als Maler porträtiert, sondern als Privatmann in einer häuslichen Szene. Er ist im Sofa versunken und scheint seine Gattin kaum zu beachten. Von seinem Schulfreund Antonin Proust ist überliefert, dass Manet kein Interesse an Musik hatte. Dem Klavierspiel seiner Frau hat er deshalb vermutlich nur halbherzig gelauscht und war zwar körperlich anwesend, in Gedanken jedoch abwesend. Die Kunsthistorikerin Jean Sutherland Boggs merkte zu diesem Bild an, es sei „eine gekonnt einfache Darstellung sowohl von Manet, als auch der Welt in der er lebte und steht deshalb für Porträt- und Genremalerei in einem.“

## Die Künstlerfreundschaft von Degas und Manet
Über die Freundschaft zwischen Degas und dem etwa zweieinhalb Jahre älteren Manet gibt es nur wenige schriftliche Zeugnisse. Zwar sind einige Briefe aus den Jahren 1868–1869 erhalten, aber es ist unklar wann die beiden Künstler sich kennengelernt haben. Die Vermutungen hierzu reichen von 1859 bis 1862. Manets Biograf Étienne Moreau-Nélaton berichtet davon, dass Degas und Manet erstmals im Louvre zusammentrafen. Degas sei gerade dabei gewesen ein damals Diego Velázquez zugeschriebenes Porträt der Infantin Margarita zu kopieren, indem er es direkt auf eine Kupferplatte zeichnete. Manet war ein Bewunderer von Velázquez und hatte das Porträt der Infantin Margarita ebenfalls für eine Radierung kopiert. Eine engere Freundschaft scheint sich jedoch erst ab Mitte der 1860er Jahre entwickelt zu haben. Hiervon zeugen verschiedene Zeichnungen aus dieser Zeit, in denen Degas seinen Kollegen Manet porträtierte.

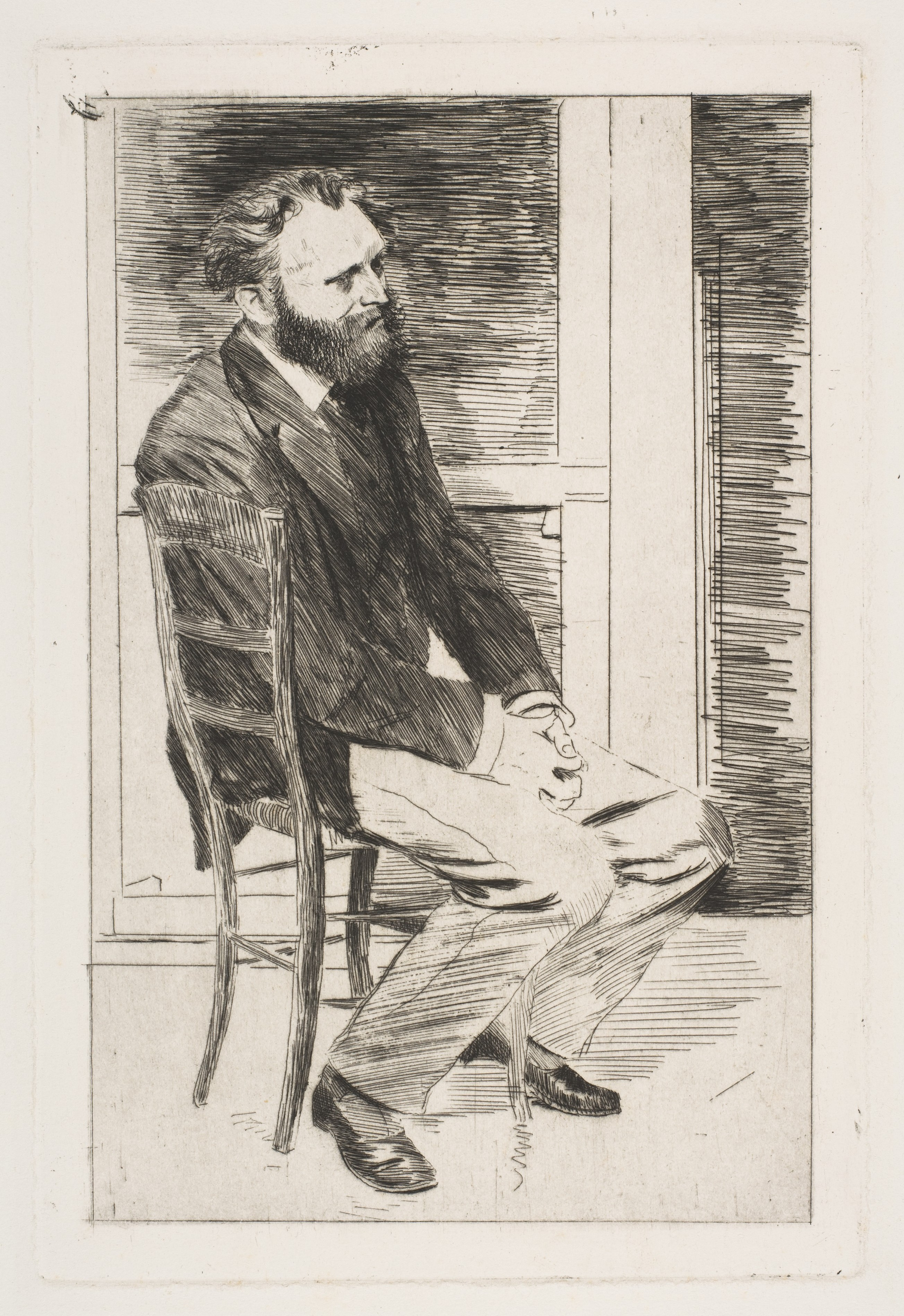
Edgar Degas: Édouard Manet, Radierung
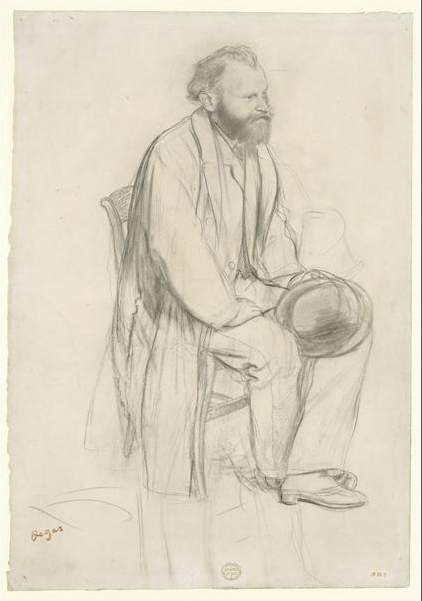
Edgar Degas: Édouard Manet, sitzend, Schwarze Kreide
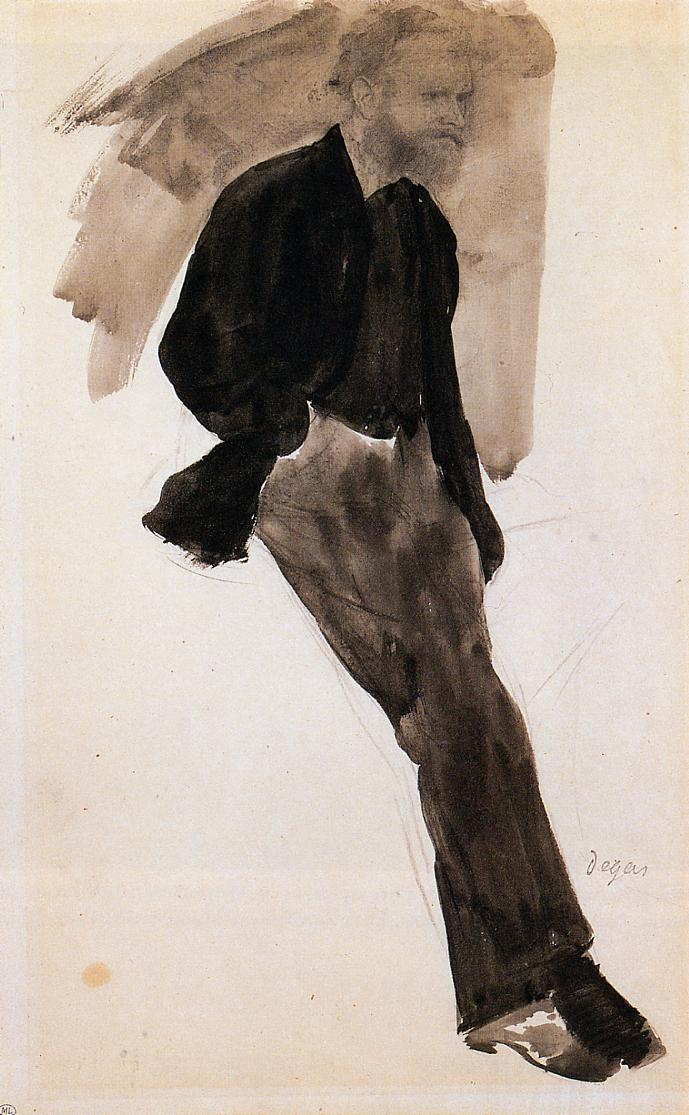
Edgar Degas: Édouard Manet, stehend, Bleistift und Aquarell
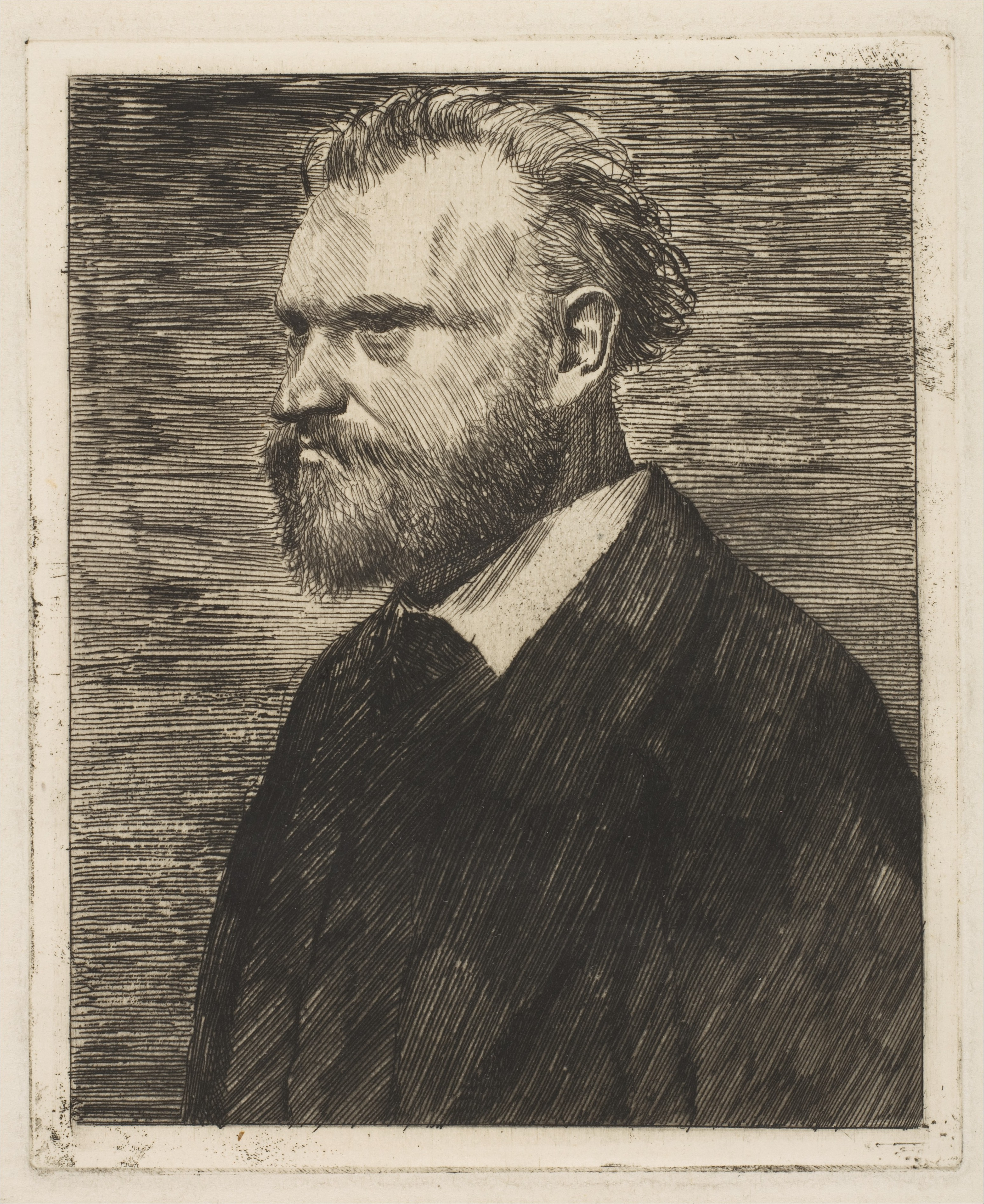
Edgar Degas: Édouard Manet, Radierung

Degas und Manet verband einige Gemeinsamkeiten. Sie stammten beide aus Paris und ihre Familien gehörten zum gut situierten Bürgertum. Anders als viele ihrer späteren Impressionistenfreunde, waren sie kaum an Landschaftsmalerei interessiert, sondern bevorzugten die Darstellung des La Vie moderne – des zeitgenössischen Lebens in Paris. Degas und Manet verkehrten in Künstlerlokalen wie dem Café Guerbois oder dem Tortoni und hatte gemeinsame Freunde wie die Schriftsteller Edmond Duranty und Émile Zola, die Salonière Nina de Callias, den Sänger Lorenzo Pagans oder die Malerkollegen Henri Fantin-Latour, Pierre Puvis de Chavannes, Alfred Stevens und ab Ende der 1860er Jahre auch Berthe Morisot. Zum Freundeskreis von Degas gehörte nach Manets Hochzeit 1863 auch dessen Frau Suzanne. Degas kam wiederholt als Gast zu den Manets, die donnerstags Freunde zum Gedankenaustausch einluden. Die ausgebildete Pianistin Suzanne Manet spielte bei diesen geselligen Zusammenkünften Klavier und Degas hat sie dabei sicher beobachtet. Im Gegenzug waren die Manets zu Gast bei den Abendgesellschaften im Haus von Auguste de Gas, dem Vater des unverheirateten Edgar Degas.

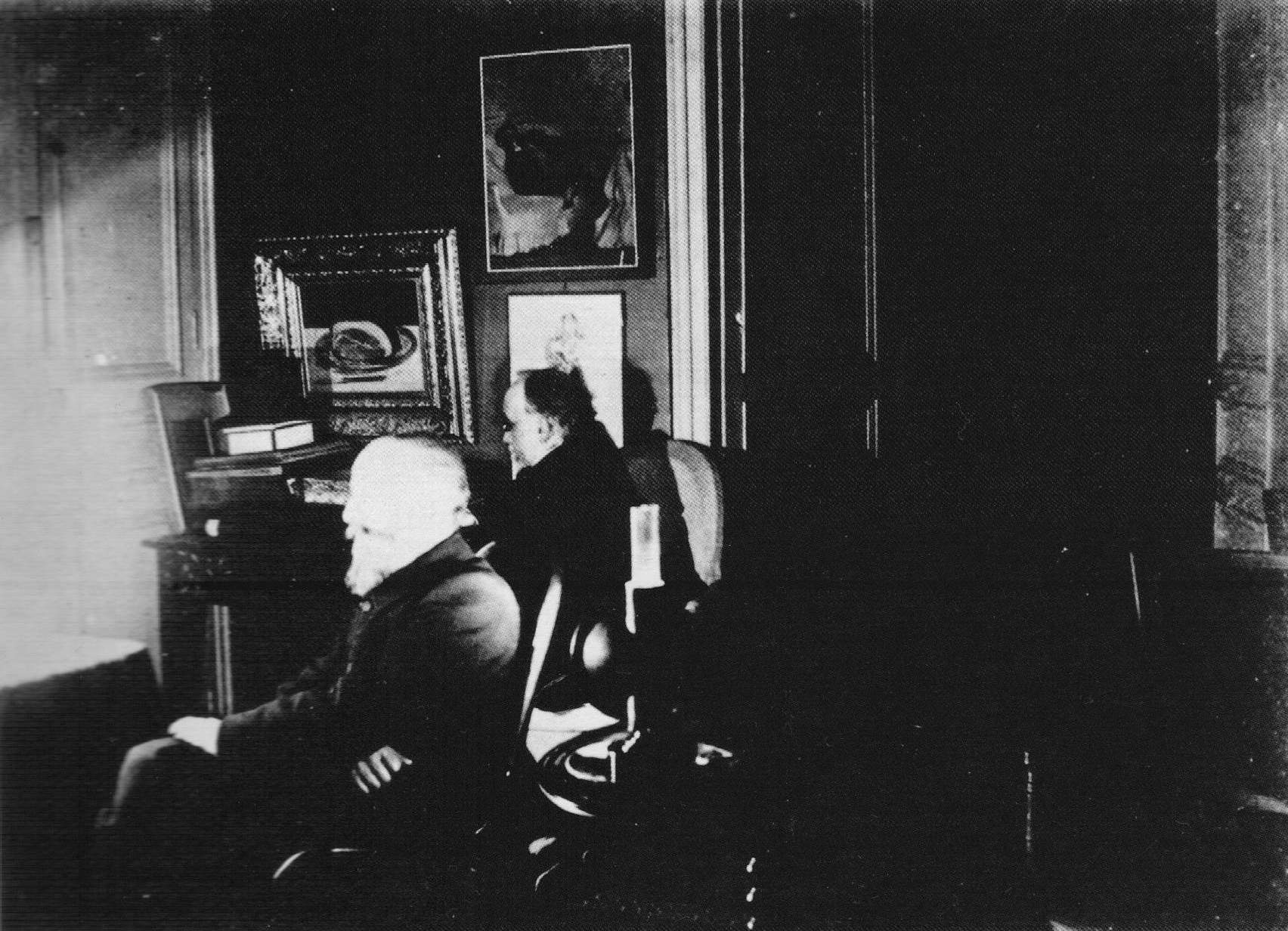
Edgar Degas (vorn) und Paul-Albert Bartholomé in der Wohnung von Degas. Aufnahme eines unbekannter Fotografen um 1895–97. Im Hintergrund Manets Gemälde Der Schinken und rechts Degas Gemälde Monsieur und Madame Manet, bevor die Leinwand ergänzt wurde.

Das Gemälde Monsieur und Madame Manet war ein Geschenk von Degas an Édouard Manet und als solches ein Zeichen der Freundschaft. Nach Erhalt des Bildes hatte Manet einen Streifen Leinwand am rechten Rand abgeschnitten. Hierüber berichteten Manets Biograf Étienne Moreau-Nélaton als auch der Galerist Ambroise Vollard in den 1920er Jahren. Bereits 1895 beschrieb Manets Nichte Julie in ihrem Tagebuch einen Besuch bei Degas, bei dem sie das Gemälde erstmals sah und den Maler dazu befragte. Hinterher notierte sie „da mein Onkel seine Frau zu häßlich dargestellt fand, schnitt er sie einfach ab“. Dies führte zu erheblichen Spannungen zwischen den beiden Malern. Degas nahm sein Bild wieder mit zu sich und schickte daraufhin ein von Manet gemaltes Stillleben zurück. Manet wiederum fühlte sich als Künstler herausgefordert und malte nun seinerseits ein Porträt seiner Frau am Klavier (Musée d’Orsay, Paris). Die Spannungen zwischen den beiden Malern hielten jedoch nicht lang an. Degas versuchte später das Stillleben von Manet zurückzubekommen, was dieser jedoch schon weiterverkauft hatte. Das Porträtbildnis Monsieur und Madame Manet scheint Degas auch im beschnittenen Zustand gefallen zu haben, da er es, wie eine Fotografie von 1895–97 zeigt, als solches gerahmt in seinem Salon aufgehängt hatte – direkt neben Manets Gemälde Der Schinken (Burrell Collection, Glasgow).

## Provenienz
Nachdem Degas das ursprünglich Manet geschenkte Gemälde Monsieur und Madame Manet zurück erhalten hatte, verblieb es bei ihm bis zu seinem Tod 1917. Bei der Versteigerung des Nachlasses von Degas im März 1918 ging das Bild für 40.000 Franc an die Pariser Galerie Trotti & Cie, die im Auftrag des dänischen Sammlers Wilhelm Hansen handelte. Hansen hatte innerhalb weniger Jahre eine umfangreiche Sammlung mit dänischer Kunst des 19. Jahrhunderts und mit Werken französischer Künstler, vorwiegend des Impressionismus und des Post-Impressionismus, aufgebaut. Als Hansen 1923 in finanzielle Schwierigkeiten geriet, war er gezwungen 75 Werke seiner Sammlung zu verkaufen. Hierzu gehörte auch das Gemälde Monsieur und Madame Manet, das bei dieser Gelegenheit an den japanischen Sammler Matsukata Kōjirō ging. Kōjirō verkaufte das Bild später an den Industriellen Wada Kyuzaemon (1890–1968) aus Kōbe. Anschließend gehörte es einem namentlich nicht bekannten Privatsammler, der das Gemälde von 1971 bis 1973 als Dauerleihgabe dem Nationalmuseum für westliche Kunst in Tokio überließ. 1974 wurde Degas Monsieur und Madame Manet als Teil der Sammlung des neueröffneten Kitakyūshū Municipal Museum of Art präsentiert.